# Alstroemeria longistaminea
Alstroemeria longistaminea är en alströmeriaväxtart som beskrevs av Carl Friedrich Philipp von Martius. Alstroemeria longistaminea ingår i släktet alströmerior, och familjen alströmeriaväxter. Inga underarter finns listade i Catalogue of Life.